# Кейпон-Бридж (Західна Вірджинія)
Кейпон-Бридж (англ. Capon Bridge) — місто (англ. town) в США, в окрузі Гемпшир штату Західна Вірджинія. Населення — 420 осіб (2020).

## Географія
Кейпон-Бридж розташований за координатами 39°18′6″ пн. ш. 78°25′59″ зх. д. / 39.30167° пн. ш. 78.43306° зх. д. (39.301565, -78.432926).  За даними Бюро перепису населення США в 2010 році місто мало площу 1,81 км², з яких 1,74 км² — суходіл та 0,07 км² — водойми.

## Демографія
Згідно з переписом 2010 року, у місті мешкало 355 осіб у 156 домогосподарствах у складі 96 родин. Густота населення становила 197 осіб/км².  Було 180 помешкань (100/км²).
Расовий склад населення:
| - 96,9 % — білих - 1,7 % — чорних або афроамериканців |

До двох чи більше рас належало 0,8 %. Частка іспаномовних становила 3,1 % від усіх жителів.
За віковим діапазоном населення розподілялося таким чином: 27,0 % — особи молодші 18 років, 57,8 % — особи у віці 18—64 років, 15,2 % — особи у віці 65 років та старші. Медіана віку мешканця становила 33,9 року. На 100 осіб жіночої статі у місті припадало 106,4 чоловіків;  на 100 жінок у віці від 18 років та старших — 97,7 чоловіків також старших 18 років.
Середній дохід на одне домашнє господарство  становив 43 401 долар США (медіана — 27 500), а середній дохід на одну сім'ю — 63 654 долари (медіана — 49 375). За межею бідності перебувало 12,3 % осіб, у тому числі 10,3 % дітей у віці до 18 років та 24,6 % осіб у віці 65 років та старших.
Цивільне працевлаштоване населення становило 164 особи. Основні галузі зайнятості: роздрібна торгівля — 31,1 %, освіта, охорона здоров'я та соціальна допомога — 26,2 %, виробництво — 14,6 %, будівництво — 6,1 %.